# Adolfo Ferrari
Adolfo Ferrari, conocido como Alfo o Alfio Ferrari (Sospiro, Provincia de Cremona, 20 de septiembre de 1924 - Ídem, 30 de noviembre de 1998) fue un ciclista italiano, que fue profesional entre 1950 y 1958. Como amateur ganó el Campeonato del mundo en ruta.

## Palmarés
- 1947
  - Campeón del mundo amateur en ruta 
  - Campeón de Italia amateur en ruta
- 1948
  - Campeón de Italia amateur en ruta
- 1950
  - Campeón de Italia amateur en ruta

### Resultados en el Giro de Italia
- 1952. Abandona
- 1953. Abandona